# Parotoplana lata
Parotoplana lata är en plattmaskart som beskrevs av Ax och Sopott-Ehlers 1987. Parotoplana lata ingår i släktet Parotoplana och familjen Otoplanidae. Inga underarter finns listade i Catalogue of Life.